# Histoire du Stade rennais FC
Vous lisez un « bon article » labellisé en 2010.
Pour un article plus général, voir Stade rennais Football Club.
L’histoire du Stade rennais FC, club de football français basé à Rennes en Bretagne, débute le 10 mars 1901, date à laquelle d'anciens étudiants créent sous le nom de Stade rennais un club omnisports où sont pratiqués le football et l'athlétisme. Rapidement, les footballeurs du club, jouant sous les couleurs bleu ciel et bleu foncé, s'illustrent lors des premiers championnats régionaux organisés par l'USFSA. En 1904, le Stade rennais et un autre club local, le Football club rennais, unissent leurs forces pour créer le Stade rennais Université Club, adoptant les couleurs rouges et noires du second cité.
Après l'obtention d'un titre de champion de France interfédéral en 1917, l'entre-deux-guerres permet au Stade rennais UC d'acquérir une certaine notoriété sur la scène nationale en disputant deux finales de Coupe de France, toutes deux perdues, en 1922 et 1935. En 1932, il franchit le pas du professionnalisme, et participe au premier championnat du genre organisé en France. Pendant trente ans, le Stade rennais UC sillonne les divisions professionnelles sans parvenir réellement à y briller. En 1964, l'arrivée comme entraîneur de Jean Prouff est un déclic. En l'espace de sept ans, le Stade rennais UC remporte par deux fois la Coupe de France en 1965 et 1971, fait l'expérience de deux participations à la Coupe d'Europe des vainqueurs de coupe, et s'installe de fait parmi les meilleures équipes de l'hexagone.
L'année 1972 voit la section football se séparer de la structure omnisports, et prendre le nom de Stade rennais Football Club. S'ensuit une période de crise qui dure jusqu'au milieu des années 1990. Exsangue financièrement, le club accuse un déficit considérable qui le précipite au bord de la disparition pure et simple en 1978. Il remonte peu à peu la pente jusqu'en 1998, date de la prise de contrôle de François Pinault et de sa holding Artémis, qui permet au Stade rennais FC de se stabiliser en première division, de moderniser ses infrastructures et de revoir à la hausse ses ambitions. Après une période de tâtonnement, le club parvient lors des années 2000 à devenir un postulant régulier aux qualifications européennes, mais ne parvient cependant pas à enrichir son palmarès, malgré deux nouvelles finales de Coupe de France disputées en 2009 et en 2014, et une première finale de Coupe de la Ligue en 2013. 
En 2019, cette série de revers s'interrompt avec une troisième victoire en Coupe de France, obtenue face au Paris Saint-Germain, battu aux tirs au but en finale.

## Genèse (1901-1914)

### Contexte de la naissance du Stade rennais
À l'aube du XXe siècle, le football est déjà pratiqué en France depuis une dizaine d'années, principalement à Paris, en Normandie et en Nord-Picardie. En Bretagne, le football est popularisé tout à la fin du XIXe siècle par des Anglais établis à Jersey qui l'introduisent à Saint-Brieuc et dans la région de Saint-Malo peu avant 1900.
La pratique de la culture physique avait déjà auparavant généré la création de plusieurs clubs omnisports, comme le Drapeau de Fougères (fondé en 1893), la Tour d'Auvergne Rennes (fondée en 1897) ou le Stade vannetais (fondé en 1898), mais la pratique du football n'est cependant pas toujours effective dès la création de ces associations, la Tour d'Auvergne Rennes ne se dotant par exemple d'une section football qu'en 1907. À Rennes, le Football-club rennais est créé tout au début de l'année 1901. Celui-ci affronte le 21 février 1901 l'équipe anglaise de Saint-Servan, et l'emporte deux buts à zéro.

### La naissance d’un club omnisports (1901-1904)

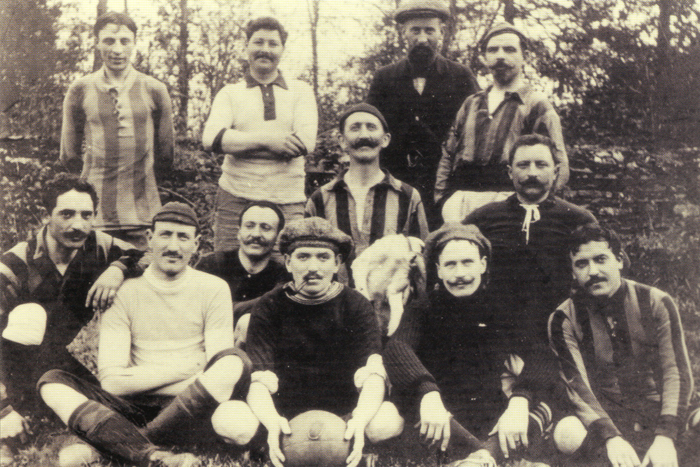
L'équipe première du Stade rennais à l'aube du XXe siècle.

Le 10 mars 1901, le Stade rennais est créé par d'anciens étudiants, groupés autour de leurs camarades Duchesne, Philippe Ghis, Henri Jamin et Paul Peter,. Aucun président-fondateur ne semble avoir été désigné, le premier président connu du club, M. Delacour, n'ayant pris ses fonctions qu'en 1902. Le club sportif nouvellement créé est omnisports, ses membres pratiquant le football et l'athlétisme.
Deux semaines après sa création, le 24 mars 1901, la section football du Stade rennais dispute un premier match face au Football-club rennais. Vêtus d'un maillot rayé bleu ciel et bleu marine, quand leurs adversaires du jour évoluent en rouge et noir, les Stadistes s'inclinent par six buts à zéro. Quelques mois plus tard, le deuxième match, disputé face au Sport athlétique du lycée de Rennes, est l'occasion de décrocher une première victoire par trois buts à zéro. Le Stade rennais évolue alors sur un terrain situé près du boulevard Voltaire, dans le quartier de la Mabilais,.
Le 6 avril 1902, le Comité de Bretagne de l'Union des sociétés françaises de sports athlétiques (USFSA) voit le jour. Le Stade rennais fait partie des cinq premiers clubs adhérents, en compagnie du FC armoricain, du Stade vannetais, du Sport athlétique du lycée de Rennes, et du lycée de Nantes. En 1903, le comité met en place le premier championnat de Bretagne de football, qui se dispute entre ses membres fondateurs, plus le Stade lavallois créé en juillet 1902 et le FC nantais qui a pris la place du Lycée de Nantes. Pour cette première édition, le Stade rennais élimine facilement le Stade vannetais par neuf buts à zéro, mais bute sur le SA du Lycée de Rennes en demi-finale (défaite 0-1). C'est finalement le FC rennais qui décroche le premier titre mis en jeu.
La saison suivante, le championnat de Bretagne intègre les Anglais de l'US servannaise. Ceux-ci s'avèrent être des rivaux redoutables, qui viennent à bout du FC rennais (7-1) aussi facilement que le Stade rennais quelques semaines auparavant (6-0). Logiquement, les deux clubs se retrouvent en finale et, à l'issue d'une partie équilibrée, le Stade rennais l'emporte pour obtenir son premier titre de champion de Bretagne (2-0). Qualifiés pour le championnat de France organisé par l'USFSA, les Rennais affrontent en quart de finale l'AS des étudiants de Caen, champion de Basse-Normandie. Devant une foule assez nombreuse réunie à Laval, les Rennais réussissent à l'emporter au terme d'une partie serrée grâce à un but de Raoul Hamon (1-0). En demi-finale, face à un RC Roubaix double tenant du titre, les Bretons ne font pas le poids, et s'inclinent lourdement pour leur premier match en région parisienne (1-12).

### L'union fait la force (1904-1914)
À l'issue de la saison 1903-1904, le football rennais connaît un changement majeur. Le 4 mai 1904, le Stade rennais et le FC rennais fusionnent, pour former le Stade rennais université-club (SRUC). À l'instar du Stade rennais, le FC rennais trouve ses racines dans le milieu estudiantin. L'objectif est de parvenir à contrer la menace sportive que représente l'US servannaise. Le nouveau club ainsi formé adopte les couleurs rouges et noires rayées verticalement du FC rennais.
La rivalité naissante entre le Stade rennais UC et l'US servannaise se confirme dès la saison suivante, les Servannais remportant leur premier titre de champion de Bretagne devant le SRUC, deuxième. Les deux clubs se partagent ainsi les titres régionaux de l'USFSA jusqu'en 1914. Ces quelque dix années sont riches en confrontations sportives viriles et en batailles extra-sportives non moins acharnées. En 1906, le Stade rennais est sacré champion de Bretagne à la suite d'un forfait de l'US servannaise contre le Stade vannetais. Mais coup de théâtre quelques mois plus tard lorsque le Comité de Bretagne, à la suite d'un recours de l'USS, annule le forfait et décide la tenue d'un match d'appui entre les deux clubs, censé déterminer le champion. La fin de non-recevoir qu'adresse le Stade rennais à cette décision conduit le Comité de Bretagne à lui retirer le titre pour le donner aux Servannais.

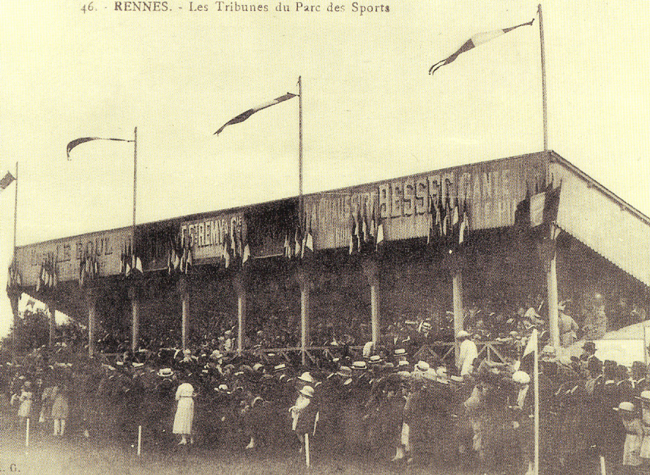
En 1912, le Parc des sports de la route de Lorient et sa première tribune en bois sont inaugurés.

En 1908, une nouvelle confrontation entre les deux clubs doit décider de l'attribution du titre. Le Stade rennais se l'adjuge en venant faire match nul à Saint-Servan, mais les débats sont pour le moins engagés, avec un genou déboîté côté rennais, et un joueur servannais mis knockout par l'un de ses adversaires. Enfin, en 1910, le titre se joue en match d'appui à Laval. Extrêmement disputée, jouée sous une pluie battante, la rencontre se clôt sur un score de cinq buts partout après prolongation. L'US servannaise remporte la seconde manche quelques jours plus tard. Cette rivalité sportive suscite bientôt l'engouement du public, qui se presse toujours plus nombreux lors des confrontations entre les deux clubs. Le 11 février 1912, ce sont 5 000 spectateurs qui se pressent autour du terrain de la Mabilais, la rencontre engendrant des problèmes de nombre de places disponibles dans le train reliant Saint-Malo à Rennes, et une pénurie de taxis dans la capitale bretonne.
Pendant la décennie qui sépare sa création du début de la Première Guerre mondiale, le Stade rennais UC se structure. Des sections rugby, cross-country et hockey apparaissent. Sous la présidence de M. Sexer, la section football s'attache les services du Gallois Arthur Griffith, qui occupe les rôles de joueur, capitaine et entraîneur du club,. Enfin, les matchs amicaux organisés face aux équipes parisiennes se banalisent : le 28 novembre 1909, c'est ainsi que le Racing Club de France est battu à la Mabilais (3-2). Quelques mois plus, le SRUC champion de Bretagne dispute également les quarts de finale du championnat de l'USFSA, après avoir éliminé l'UA du Lycée Malherbe de Caen puis Le Havre AC, mais le CA Paris est alors plus fort (3-8),.
En 1912, sous l'impulsion du président Folliard, le Stade rennais quitte son terrain de la Mabilais. En pente, et régulièrement inondée en hiver, la pelouse bénéficiait pourtant depuis l'année précédente d'un système de drainage. Le 15 septembre 1912, le Stade rennais emménage au parc des sports du Moulin du Comte, situé entre le cours de la Vilaine et la route de Lorient. Pour l'occasion, il affronte le SA du Lycée de Rennes, et l'emporte six buts à un. Joseph Verlet, premier international français à évoluer au Stade rennais, est le premier capitaine du club à fouler cette pelouse. Le premier buteur est le Stadiste Emmanuel Brizard. Moderne, clos, bien situé et doté d'une tribune en bois située côté Vilaine, le nouveau stade offre tout le confort nécessaire aux spectateurs. Un mois après le premier match, le Parc des sports est officiellement inauguré. Un match de gala est organisé face au Racing Club de France et le coup d'envoi est donné par le maire Jean Janvier.

## Montée en puissance et désillusions administratives (1914-1932)

### Le Stade rennais dans la Grande Guerre (1914-1918)
En 1914, le début de la Première Guerre mondiale marque une pause dans la pratique du football en Bretagne. Pendant deux ans, le SRUC doit ainsi se contenter de matchs l'opposant à d'autres équipes de l'agglomération rennaise. En 1916, l'USFSA met en jeu la Coupe des Alliés, dans la continuité de son championnat interfédéral. Éliminant successivement Le Mans, la VGA Médoc et Le Havre, les Rennais parviennent en finale. Celle-ci, disputée à Auteuil sur le terrain du CASG – l'USFSA renâclant à l'idée de voir deux équipes provinciales s'affronter dans le prestigieux Parc des Princes – voit les Rennais s'imposer facilement devant le CST Lyon (7-1) pour conquérir le titre mis en jeu. La saison suivante, ils parviennent en finale de la Coupe interfédérale, organisée par la LFA, en battant en demi-finale Le Havre AC par 4 buts à 3. Mais cette fois, les Parisiens de l'AS française l'emportent par 2 buts à 1, avec un but de l'Anglais Scoones pour les Rennais,.
En 1917, le Stade rennais UC prend part à la première édition de la Coupe de France. Il franchit deux tours en battant les Cadets de Bretagne puis l'AS Brestoise, mais tombe en quart de finale contre le FC Lyon, futur finaliste de l'épreuve.

### Heurs et malheurs en Coupe de France (1918-1929)
Au sortir de la guerre, le Stade rennais quitte le giron de l'USFSA pour participer à la création de la Ligue de l'Ouest de football-association (LOFA). Le président du SRUC, Ernest Folliard, en devient le premier président. Logiquement engagé dans le premier championnat de l'Ouest en compagnie du Stade lavallois et du Stade dinannais, le Stade rennais en est le premier lauréat. Il remporte également la Coupe interfédérale de l'Ouest, organisée avec les clubs restés affiliés à l'USFSA. En Coupe de France, le SRUC parvient en demi-finale, mais se fait éliminer par le CASG Paris (3-4), les « Banquiers » l'emportant sur un penalty sifflé à une minute de la fin du match et qualifié alternativement d'indiscutable ou de généreux.

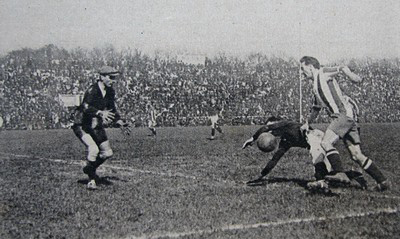
Le 7 mai 1922, le Stade rennais UC dispute sa première finale de Coupe de France face au Red Star.

En 1919, le retour d'un championnat de l'Ouest unifié coïncide avec le retour des duels fratricides avec l'US servannaise. Le 28 mars 1920, en finale aller du championnat, l'arbitrage entraîne de vives protestations côté rennais, et le terrain est envahi avant la fin de la partie par le public. À cela s'ajoute l'emploi de fausses licences chez certains joueurs servannais. La LOFA décide finalement de faire rejouer la rencontre sous la direction d'un arbitre venu spécialement de Paris, et la partie est remportée par le SRUC. Les deux clubs continuent ainsi de se partager les titres, mais leur suprématie est progressivement remise en cause par quelques clubs émergents, comme le Stade quimpérois ou le CSJB Angers.
L'exposition dont bénéficie le Stade rennais sur la scène nationale lui permet d'attirer quelques joueurs de renom, dont les internationaux Maurice Gastiger et François Hugues, et de s'attacher les services de jeunes joueurs locaux prometteurs, comme Charles Berthelot ou Hervé Marc. Le 15 janvier 1922, Hugues devient le premier joueur rennais à porter le maillot de l'équipe de France. La saison 1921-1922 permet au club breton de réaliser un excellent parcours en Coupe de France, quoique compliqué dans son exécution : en trente-deuxième de finale, les Stadistes ont besoin de la prolongation pour éliminer le Bordeaux AC, tandis qu'en quart de finale la qualification n'est acquise qu'après un match d'appui face à l'Olympique lillois. En demi-finale, le SRUC surclasse cependant l'Olympique de Paris (3-0), pourtant donné favori. La finale l'oppose au tenant du titre, le Red Star. Dans le cadre du stade Pershing, des Rennais timorés sont dominés par des Audoniens davantage conscients de leur force. Ces derniers ouvrent rapidement le score, avant d'assurer leur succès par un deuxième but en fin de match.
La saison suivante, le SRUC est bien parti pour rééditer sa performance. En quart de finale, il doit affronter le FC Cette, mais une réclamation de l'AS Française élimine finalement les Héraultais pour le motif que l'un des joueurs cettois, le Suisse Kramer, n'était pas qualifié. Le Stade rennais bat l'AS Française, et retrouve en demi-finale le FC Rouen, match qui se solde par un résultat nul et est donc à rejouer. Mais coup de théâtre quelques jours plus tard, lorsque la FFFA donne finalement raison au FC Cette, et invalide par conséquent le résultat du Stade rennais en quart de finale. Selon plusieurs sources, l'aplomb du président cettois Georges Bayrou n'aurait pas été sans conséquence quant au jugement rendu par la FFFA,. Démoralisés, les Rennais s'inclinent contre des Cettois dont le parcours s'arrête en finale.
Un an plus tard, une nouvelle affaire oppose le club rennais au FC Cette. Encore opposées en quart de finale de la coupe, les deux équipes ne parviennent pas à se départager (0-0). À l'issue du match, les dirigeants cettois posent des réserves sur la qualification de Jean Batmale et Raymond Sentubéry. Arrivés plus tôt dans la saison, ceux-ci avaient été suspendus, n'ayant pas – selon la FFFA – leur résidence à Rennes au moment de la signature de leur licence. Avant leur suspension, les deux joueurs avaient disputé une compétition parisienne d'importance mineure pour le compte du Red Star. Le 3 mars, la sentence tombe : le Stade rennais est disqualifié au profit du FC Cette, décision contestée qui entraîne la démission du président de la Coupe de France, et la fureur des dirigeants rennais.

### Un club «hors-la-loi» (1929-1932)
En 1929, le Stade rennais rompt brusquement avec les instances régionales. En réaction à une réforme du calendrier établi par la LOFA, qui prévoit une augmentation considérable du nombre de matchs à disputer (et donc des frais de transport pour les matchs à l'extérieur), les dirigeants stadistes décident de quitter le giron fédéral, se privant de fait de toute compétition officielle (championnat régional et Coupe de France). Pour autant, le football ne disparaît pas au Stade rennais, des matchs amicaux de prestige étant alors organisés.

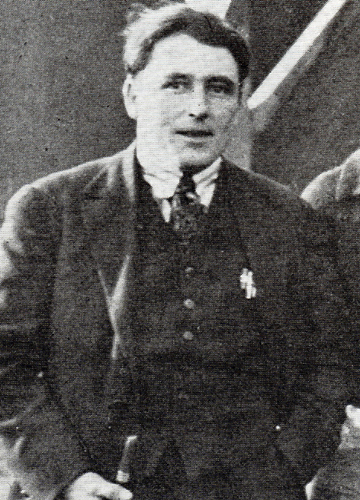
Isidore Odorico est le principal instigateur du passage au professionnalisme du Stade rennais en 1932.

Cette situation dure pendant trois ans. Devenu « hors-la-loi », le SRUC dispute pendant cette période plus de cent matchs amicaux, dont vingt-neuf contre des équipes étrangères. Au sein du club, l'influence d'Isidore Odorico s'affirme. Ancien joueur devenu dirigeant, il n'occupe la présidence qu'à partir de 1932, mais c'est lui qui, dès le milieu des années 1920, engage une politique de recrutement de joueurs étrangers qui aboutit aux arrivées de nombreux joueurs allemands, tchécoslovaques ou autrichiens. Les Ferenc Lhottka, Jaroslav Bouček, Walter Kaiser ou Georges Séfelin font alors leurs débuts sous le maillot rennais, quand le dénommé Trojanek prend en charge les entraînements du club.

## Les débuts du professionnalisme (1932-1964)

### Irrégularité sportive et problèmes financiers (1932-1939)
Alors que le premier championnat de France professionnel se met en place en 1932, le Stade rennais UC hésite à suivre le mouvement. Pourtant annoncé comme l'un des plus fervents partisans de cette réforme dans le sillage d'Odorico, le club annonce en mars 1932 qu'il ne prendra pas part à ce premier championnat professionnel pour des raisons économiques. Il faut finalement que le club des supporters s'engage à verser son obole en cas de difficultés financières pour que les dirigeants stadistes se décident à y engager leur équipe. Le 11 septembre 1932, dirigés par le Hongrois Kalman Szekany, les Rennais l'emportent lors de la première journée sur le terrain du FC Metz (2-1). Kaiser est le premier buteur rennais de l'ère professionnelle. Il sera sacré meilleur buteur du championnat à la fin de la saison.
Pendant ses premières saisons professionnelles, le club ne parvient pas à se mêler à la lutte pour le titre. Il voit également défiler les entraîneurs, puisqu'à Szekany succèdent rapidement l'Écossais Philip McCloy puis l'Autrichien Josef Schneider, tous deux dans un rôle d'entraîneur-joueur. En 1935, le Stade rennais atteint néanmoins la finale de la Coupe de France, treize ans après sa première apparition à ce niveau. Pour ce faire, les Rennais éliminent deux équipes amateurs (Juvisy et l'AS Brestoise) puis trois formations de l'élite (Excelsior de Roubaix, FC Rouen et SC Fives), sans connaître de réelles difficultés. En revanche, l'attaquant du SRUC Walter Kaiser se fracture la cheville en demi-finale. Une blessure d'autant plus préjudiciable que, plus tôt dans la saison, le Stade rennais avait également perdu sur blessure son autre buteur allemand, Walter Vollweiler, victime d'une fracture de la jambe. Pour ne rien arranger, une querelle éclate avant la finale entre certains joueurs et les dirigeants rennais au sujet des primes de match. Le jour de la rencontre, le 5 mai 1935, le Stade rennais doit faire face à une brillante opposition marseillaise, qui ne lui laisse aucune chance en marquant les trois buts de la rencontre avant la mi-temps (0-3),.

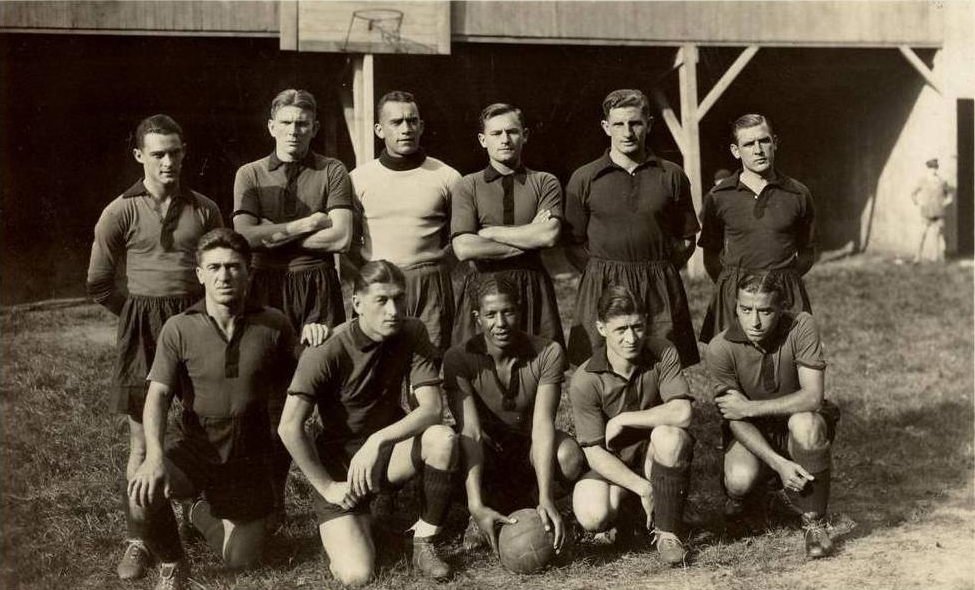
L'équipe première du Stade rennais UC en 1936.

Dès le milieu des années 1930, le Stade rennais connaît des difficultés financières. Relégué sportivement en deuxième division en 1937, il est alors menacé de perdre son statut professionnel. À l'été 1936, il lui faut réunir la somme de 200 000 francs pour sauver le club. Une souscription publique réunissant plus de 110 000 francs et une subvention de la mairie de 80 000 francs permettent finalement de le maintenir à flot in extremis. Sur le terrain, le SRUC – désormais entraîné par Jean Batmale – parvient rapidement à se remettre en selle. Après une première saison où la remontée en Division 1 n'est manquée que d'un point, le club parvient à obtenir sa promotion l'année suivante, avec une confortable avance. Mais le début de la Seconde Guerre mondiale vient interrompre cet élan positif.

### Entre amateurisme et professionnalisme (1939-1945)
À la fin de l'été 1939, toutes les compétitions sont interrompues par le début des hostilités entre la France et l'Allemagne nazie. La plupart des joueurs sont mobilisés et partent au front. D'autres, de nationalité allemande, sont obligés de se cacher, comme Anton Raab, ou sont mis à l'isolement après l'arrivée de l'occupant, comme Walter Kaiser. Les joueurs restants disputent une compétition régionale, la Coupe des Aînés. Fin novembre, un championnat de France est finalement organisé par la FFF, mais le SRUC décline l'invitation de la fédération, et retourne de ce fait dans l'amateurisme.
En 1941, le Stade rennais retrouve après deux saisons le championnat de France professionnel, et intègre la poule regroupant les clubs de la zone occupée, puis ceux de la zone nord la saison suivante, sans parvenir à jouer les premiers rôles. En 1943-1944, alors que le régime de Vichy institue un « championnat de France fédéral », le SRUC retrouve le championnat amateur. La plupart de son effectif professionnel forme l'équipe fédérale Rennes-Bretagne, la fédération affectant elle-même les joueurs à leur équipe et l'État français les rémunérant de sa poche. L'équipe fédérale comme le Stade rennais « amateur » évolue au parc des sports de la route de Lorient. Cette situation ne dure qu'un an, les équipes fédérales étant rapidement supprimées à la Libération en 1944. Isidore Odorico s'éteint le 27 février 1945 à l'âge de 52 ans, laissant tout un club en deuil.

### Les années Pleyer (1945-1952)
Alors que la Division 1 reprend ses droits en 1945, le Stade rennais voit revenir François Pleyer, ancien joueur du club. Né autrichien sous le nom de Franz Pleyer, il rejoint la France à vingt-deux ans pour s'engager avec le Stade rennais. Trois ans plus tard, il obtient la nationalité française, et représente les couleurs de son nouveau pays en équipe de France militaire. Engagé dans l'armée française pendant la guerre, il est fait prisonnier en Allemagne, et ne recouvre sa liberté qu'à la libération. C'est alors que le Stade rennais fait de nouveau appel à lui pour devenir entraîneur-joueur, avec sous ses ordres des éléments de valeur tels que Jean Prouff, Salvador Artigas et Henri Guérin.
En 1948-1949, le SRUC réalise sa meilleure saison de D1 depuis les débuts du professionnalisme. Emmenée par Artigas, le « maître-à-penser » de l'équipe, mais aussi par Jean Grumellon, son redoutable buteur, l'équipe rennaise termine à la quatrième place du championnat. Les saisons suivantes, le Stade rennais ne parvient pas à confirmer sa progression dans la hiérarchie du football français. Les talents d'entraîneur et de recruteur de François Pleyer sont insuffisants pour empêcher le club de se battre année après année contre la relégation. En Coupe de France, les résultats ne sont guère meilleurs, le club ne parvenant pas à faire mieux qu'un quart de finale, atteint en 1952.
En 1951, le cinquantenaire du club est l'occasion d'une grande fête, dont le moment fort est un match de gala disputé par l'équipe rennaise face aux Anglais du Charlton Athletic Football Club, vainqueur de la Coupe d'Angleterre quatre ans plus tôt. Pour l'évènement, l'international Antoine Cuissard, qui évolue à l'AS Saint-Étienne mais a ses attaches en Bretagne, participe à la rencontre sous le maillot rennais, en compagnie de Guérin, Prouff et Grumellon notamment.
Un an plus tard, à l'été 1952, Pleyer est remercié par les instances dirigeantes, une décision contestée par plusieurs joueurs de l'effectif, qui affirment ne pas comprendre et ne pas admettre le départ de leur entraîneur.

### Un club en quête de reconnaissance (1952-1964)

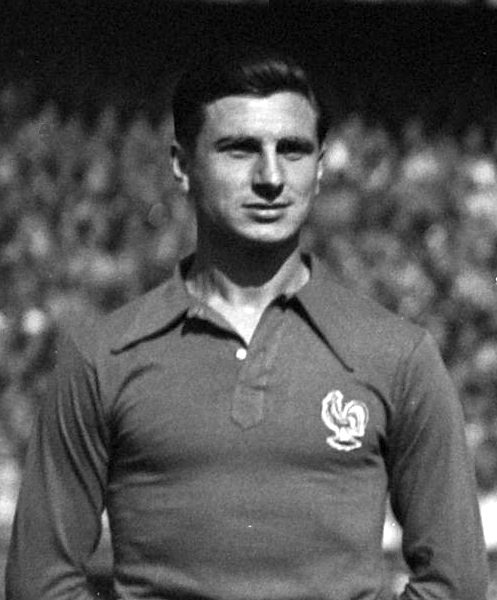
Antoine Cuissard, joueur du Stade rennais de 1955 à 1959, puis entraîneur de 1961 à 1964.

Salvador Artigas prend la suite de François Pleyer. Un changement qui ne porte pas ses fruits, puisque le Stade rennais est relégué en Division 2 en fin de saison, après un barrage perdu face au RC Strasbourg (0-4 puis 1-3). Artigas donne une touche hispanique à l'effectif rennais en recrutant ses compatriotes Patricio Eguidazu et José Caeiro. Le second se révèle être un excellent buteur, qui permet de retrouver la D1 en 1956. Entre-temps, le Stade rennais dispute en juin 1955 un nouveau barrage, cette fois perdu contre Lille (0-1 puis 1-6), et change d'entraîneur, puisque Henri Guérin remplace Artigas à la suite de cet échec.
En juin 1954, Louis Girard est porté à la présidence du club. Son objectif est de donner au Stade rennais le statut de club majeur du football français en lui faisant gagner des titres, et en modernisant ses infrastructures. Cette volonté se concrétise par une rénovation du Parc des sports de la route de Lorient : la vieille tribune en bois côté Vilaine est démolie et remplacée par une tribune en béton, alors que les gradins sommaires situés côté route de Lorient font place à une tribune flambant neuve. L'ensemble permet d'atteindre une capacité de 20 000 places.
Sur le plan sportif, la progression rennaise est moins évidente. Le retour en Division 1 est de courte durée, malgré le renfort d'Antoine Cuissard et l'affirmation de jeunes joueurs comme Khennane Mahi et Yves Boutet, mais le club fait l'ascenseur et remonte une seconde fois dans l'élite pour s'y installer dans la durée à partir de 1958. Dès la saison suivante, le club réussit, vingt-quatre ans après sa dernière performance notable dans la compétition, un beau parcours en Coupe de France. Éliminant tour à tour le SC Bel-Abbès, le Stade briochin, l'AS Troyes et l'Olympique lyonnais, le Stade rennais parvient en demi-finale. Celle-ci, disputée à Oran, l'oppose au FC Sochaux-Montbéliard. Sous le chaud soleil algérien, les Francs-Comtois prennent rapidement l'avantage grâce à deux buts d'Yngve Brodd et Julien Stopyra en première mi-temps. Rennes ne pourra que réduire la marque à vingt minutes de la fin par Guy Méano, sans parvenir à égaliser. Le score final élimine le SRUC de la compétition (1-2),.
Le début des années 1960 ne voit pas une franche progression sportive du Stade rennais, qui stagne au milieu du classement de D1, et ne parvient pas à réitérer sa performance de 1959 en Coupe de France. En 1961, Antoine Cuissard remplace Henri Guérin à la tête de l'équipe professionnelle, dans un rôle strictement limité à celui d'entraîneur. Cuissard, dont la famille est à l'origine de la création du FC Lorient, opère un renouvellement de l'effectif, et enrôle quelques jeunes talents, pour la plupart bretons. Une solide équipe prend ainsi forme, qui brille par intermittences en championnat, sans parvenir à obtenir mieux qu'une onzième place en 1963 et 1964.

## Jean Prouff et l'âge d'or (1964-1971)

### La coupe, enfin (1964-1965)

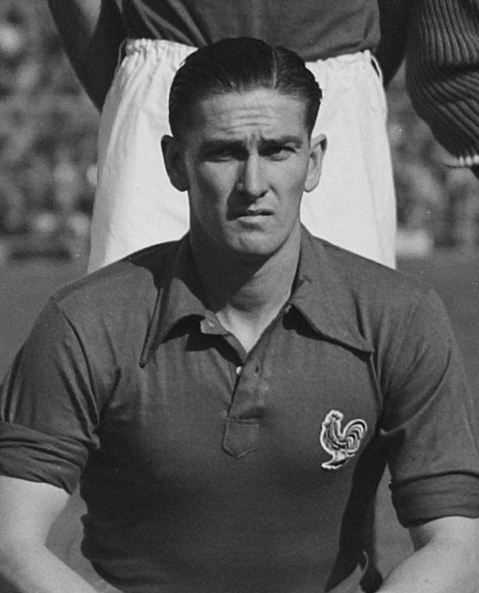
Jean Prouff, ici photographié en 1949, est l'un des acteurs principaux de l'une des plus belles périodes de l'histoire du Stade rennais.

En 1964, Antoine Cuissard, en froid avec quelques joueurs, est remercié. Pour le remplacer, le club fait appel à l'un de ses anciens joueurs devenu entraîneur, Jean Prouff, qui revient ainsi dans son club de cœur. En 1933, Prouff est minime lorsqu'il signe sa première licence au SRUC. Parti de Rennes en 1936 avec le reste de sa famille, il y retourne pour intégrer l'effectif professionnel du Stade rennais en 1941. Jusqu'en 1952, il fait plusieurs passages au club, y disputant plus de deux cents matchs professionnels. International (dix-sept sélections, dont treize alors qu'il évolue au Stade rennais), il est également un athlète accompli, dans la tradition du SRUC omnisports.
L'arrivée de Prouff change radicalement le visage de l'équipe. Il y incorpore un nouvel élément, le buteur Daniel Rodighiero, connu quelques années plus tôt au Red Star, mais il change surtout le système de jeu rennais. Le WM et le 3-2-5 employés par ses prédécesseurs laissent place au 4-2-4 que Prouff avait découvert face au RSC Anderlecht alors qu'il entraînait le Standard de Liège. Au jeu prudent et au marquage individuel prônés successivement par Guérin et Cuissard, Prouff impose un jeu résolument offensif et une défense de zone, en ligne, jouant le hors-jeu de façon systématique.
Après un début de saison mitigé, le Stade rennais monte progressivement en puissance au cours de la saison 1964-1965. Irrésistible à partir de janvier 1965, le SRUC s'appuie sur l'efficacité de Rodighiero pour s'imposer comme la meilleure attaque de Division 1. Au classement, les Rennais ne parviennent pas à concurrencer un FC Nantes qui remporte son premier titre de champion, malgré deux victoires obtenues sur le voisin ligérien (3-2 à Nantes, 4-0 à Rennes). Fin mai, le Stade rennais termine à la quatrième place, égalant sa performance de 1949.
Mais le fait majeur de la saison est le parcours du club en Coupe de France. Lors des quatre saisons précédentes, le SRUC a systématiquement vu son parcours prendre fin dès les trente-deuxièmes de finale. Devant cet insuccès, il se dit que le Stade rennais, comme toute la Bretagne, « aime la coupe, mais ne la gagne jamais ». Pourtant, sous la houlette de Prouff, les « Rouge et Noir » franchissent un à un les obstacles qui se présentent à eux. Tranquilles vainqueurs du Red Star (2-0), ils ont plus de difficultés à éliminer le RC Lens au tour suivant, ne se qualifiant que grâce à un but de dernière minute de Claude Dubaële (4-3). Les obstacles formés par les amateurs de Saint-Quentin puis par l'OGC Nice sont aisément surmontés (10-0 puis 5-2), et le SRUC se retrouve en demi-finale. Au Parc des Princes, l'AS Saint-Étienne de Robert Herbin fait face du mieux possible à des Rennais totalement déchaînés. Le SRUC mène trois buts à zéro à la pause, grâce à un doublé de Pellegrini et un but de Dubaële. En seconde mi-temps, poussés par Jean Prouff, les Rennais ne relâchent pas leurs efforts offensifs, et obtiennent les faveurs d'un public parisien conquis, sans parvenir toutefois à alourdir le score.

Comme en 1922 et 1935, le Stade rennais parvient en finale. Contrairement aux deux fois précédentes, les « Rouge et Noir » sont cette fois favoris alors que leur est opposée une jeune équipe de Sedan. Le jour de la finale, le 23 mai 1965, l'enjeu inhibe pourtant l'équipe rennaise, qui subit les assauts des Ardennais. Marie, puis Perrin donnent rapidement deux buts d'avance à Sedan, mais Rennes parvient à réduire le score juste avant la mi-temps, grâce à un but d'André Ascencio. En seconde période, à l'heure de jeu, Rodighiero parvient à égaliser de la tête et plus rien ne sera marqué, même en prolongation (2-2). 

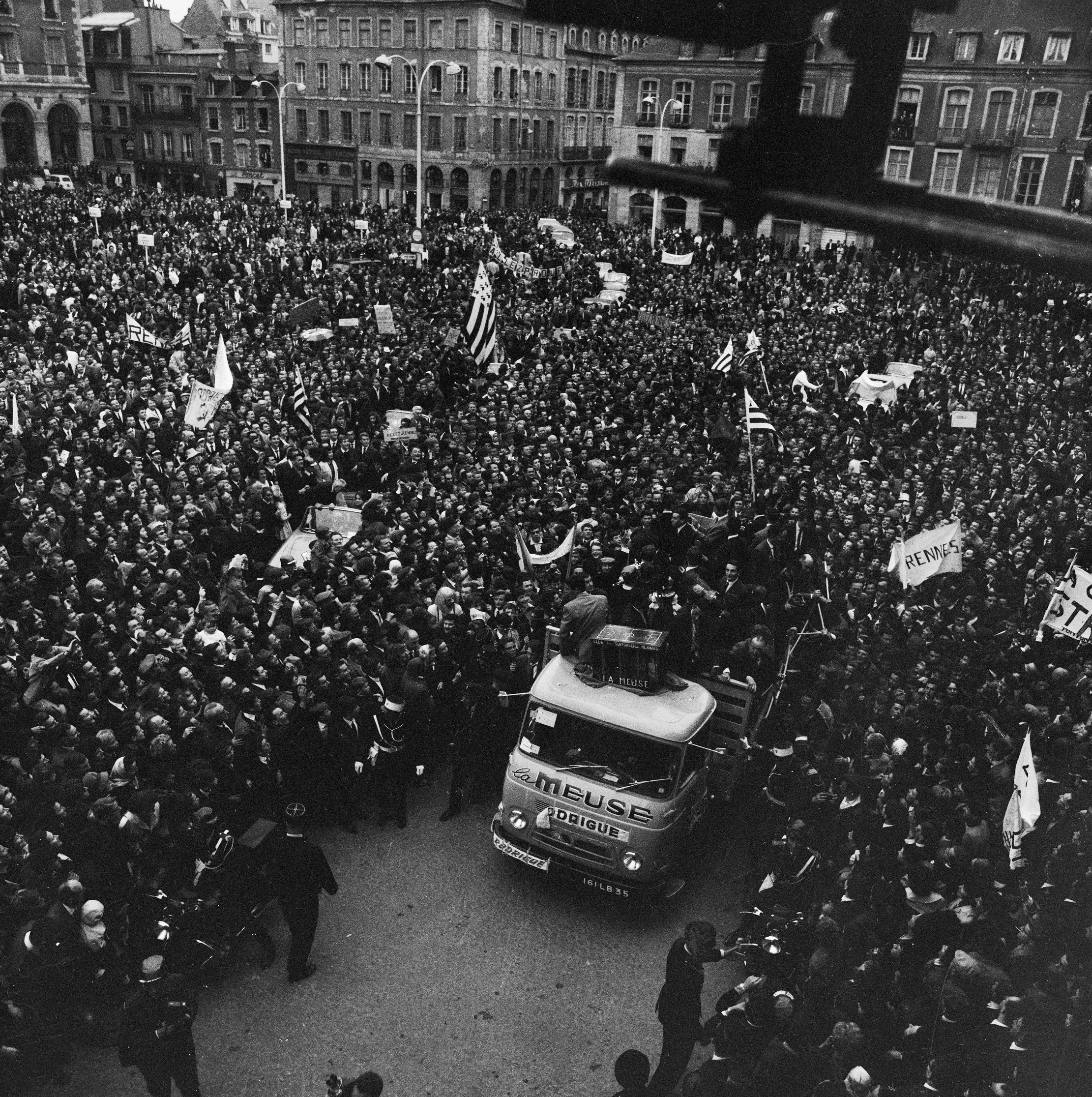
La foule accueillant l'équipe à Rennes.

Trois jours plus tard, le 26 mai 1965, la finale est rejouée. Un seul un changement est effectué au sein des deux équipes, Jean-Pierre Brucato remplaçant René Cédolin blessé en défense centrale. Comme lors du premier match, Sedan prend vite l'avantage, sur un penalty sifflé pour une main pourtant involontaire de Brucato. Mené à la mi-temps, Rennes refait son retard rapidement sur un but inscrit de près par Rodighiero. En fin de rencontre, Loncle donne l'avantage au SRUC d'une volée pleine lucarne, avant qu'un penalty obtenu par Dubaële et transformé par Rodighiero n'assure définitivement la victoire au Stade rennais,. Premier club breton vainqueur de la Coupe de France, le Stade rennais fait un retour triomphal en Bretagne, salué par une foule massive venue faire la fête dans les rues de Rennes,.

### Europe, mise en lumière, et sauvetage financier (1965-1970)
Grâce à cette victoire, et au jeu pratiqué par l'équipe, le Stade rennais gagne en notoriété. Le club s'attache les services des meilleurs espoirs bretons, comme Louis Floch, Pierre Garcia et Robert Rico, qui rejoignent l'effectif professionnel. Dans la foulée de son succès, le club dispute le Challenge des champions contre le FC Nantes, mais doit s'incliner (2-4). Il s'ouvre également les portes de sa première expérience européenne. En Coupe d'Europe des vainqueurs de coupe, le SRUC doit rapidement baisser pavillon devant le Dukla Prague et son Ballon d'or Josef Masopust (0-2 à Prague, 0-0 à Rennes). Les joueurs rennais s'attirent les bonnes grâces des sélectionneurs nationaux, Cardiet, Dubaële, Lavaud, Loncle et Rodighiero intégrant alors l'équipe de France.
L'intérêt du public rennais pour son équipe est plus haut que jamais. Le 11 novembre 1965, la rencontre opposant le SRUC au FC Nantes attire 28 148 spectateurs, nouveau record pour le Parc des sports de la route de Lorient. L'enceinte rennaise se modernise alors, inaugurant le 26 avril 1967 un système d'éclairage permettant la tenue de rencontres disputées en nocturne.
Sur le plan sportif, la victoire de 1965 reste sans lendemain. Le Stade rennais obtient une bonne sixième place à l'issue du championnat 1965-1966, mais retombe rapidement parmi les équipes de milieu de tableau, se battant régulièrement contre la relégation. En coupe, les Rennais ne parviennent pas à rééditer leur performance. En 1967, ils retrouvent les demi-finales, et sont opposés, comme en 1959, au FC Sochaux-Montbéliard. La première manche ne donnant rien (0-0 a.p.), le match est rejoué. Une semaine plus tard, Sochaux décroche sa qualification grâce à un triplé de son attaquant Ady Schmit (3-4). L'été suivant, l'effectif professionnel est grandement renouvelé avec les départs de cinq des vainqueurs de 1965 : Ascencio, Boutet, Brucato, Pellegrini et Prigent.
La saison 1969-1970 est celle de « l'épouvante ». Depuis 1968, le club accuse un sérieux déficit financier de 380 000 francs, qui oblige le président Louis Girard à démissionner en juillet 1969. L'arrivée du sponsoring sur les maillots du club ne parvient pas à améliorer les choses, et fin 1969 le club se trouve au bord de la faillite. La situation sportive est quant à elle catastrophique, l'équipe occupant pendant toute la première partie de saison la dernière place du classement, à tel point qu'un départ de Jean Prouff est envisagé en coulisses. Soutenu par ses joueurs, le technicien reste en place. Le 4 novembre 1969, l'entrepreneur et maire de Carhaix-Plouguer Jean Rohou est élu à la présidence du club. Il organise le sauvetage financier du club, qui est réalisé grâce à la générosité des supporters, du Conseil général d'Ille-et-Vilaine, et grâce à l'amélioration des résultats sportifs qui augmentent les recettes de billetterie. À partir de janvier, Jean Prouff et son équipe parviennent en effet à remonter la pente, l'arrivée de Marcel Aubour dans les buts solidifiant notamment une défense à la dérive quelques mois auparavant. La fin de saison est même l'occasion pour le club de s'offrir un nouveau bon parcours en Coupe de France, le SRUC ne s'inclinant que de justesse en demi-finale face à l'AS Saint-Étienne (0-1 à Rennes, 1-1 à Saint-Étienne).

### La seconde glorieuse (1970-1971)
Le renouveau engagé au début de l'année 1970 se prolonge lors de la saison suivante. Le groupe est renforcé par l'émergence du jeune Raymond Keruzoré, dont Prouff devient rapidement le père spirituel, mais aussi par l'arrivée du stoppeur Zygmunt Chlosta, qui forme avec Alain Cosnard, René Cédolin et Louis Cardiet la défense des « quatre C ». Quelques mois plus tard, le départ de Daniel Rodighiero est compensé par l'arrivée du Lyonnais André Guy, qui ne tarde pas à se mettre en évidence, essentiellement en Coupe de France où le SRUC réalise une nouvelle fois un excellent parcours.
Jusqu'en demi-finale, le Stade rennais retrouve sur son chemin trois clubs de Division 2, et un club de Division 3. Pourtant, si les deux premiers tours, disputés face à Quevilly (2-0) et contre l'Entente Bagneaux-Fontainebleau-Nemours (4-1) sont passés en toute tranquillité, les Rennais ont toutes les peines du monde à éliminer les amateurs du CA Mantes-la-Ville. Lors du match aller à Rennes, les Bretons ne doivent leur victoire qu'à un penalty très controversé, sifflé contre l'un des joueurs mantevillais ayant pris le ballon dans ses mains alors que son gardien de but se faisait soigner pour des crampes, sans que l'arbitre n'ait arrêté le jeu,. Au retour, dans une ambiance délétère, les Rennais sont rapidement menés au score, mais parviennent à égaliser puis à tenir le score pour se qualifier (1-0 puis 1-1). En quart de finale contre Monaco, les Rennais doivent céder en Principauté (0-2), mais refont complètement leur retard lors du seul premier quart d'heure du match retour (victoire 4-0 finalement).

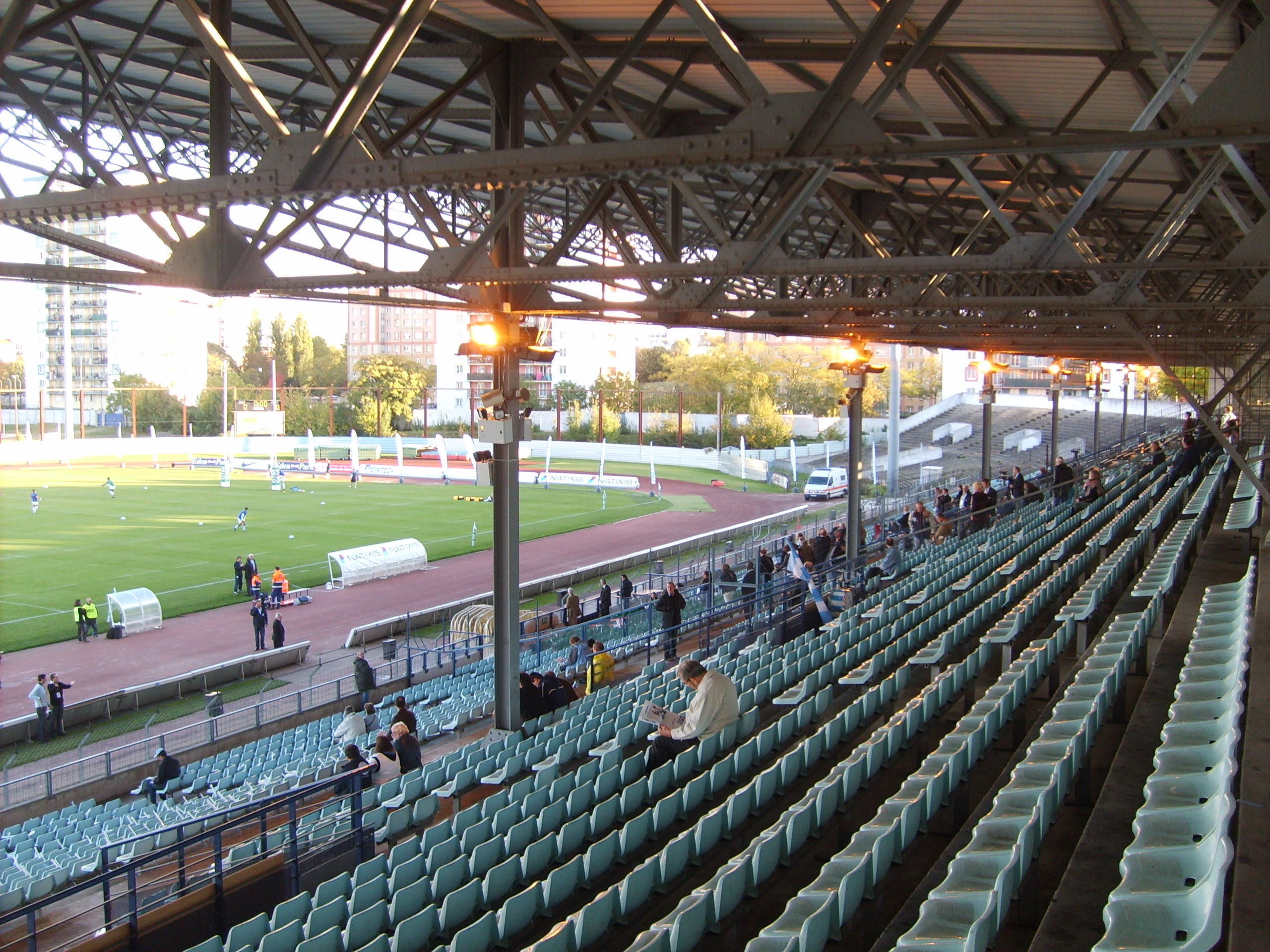
Le Stade olympique de Colombes abrite la finale de la Coupe de France 1970-1971, la deuxième remportée par le Stade rennais.

En demies, c'est une finale avant la lettre qui s'annonce entre le SRUC et l'Olympique de Marseille. Futur champion de France l'OM est favori, d'autant que quelques jours avant le match aller, les Olympiens écrasent les Rennais en championnat au Vélodrome (0-5). Le résultat est cependant trompeur, Jean Prouff ayant volontairement changé plusieurs joueurs de poste et aligné plusieurs remplaçants pour brouiller les pistes. Quatre jours plus tard, Rennes s'incline de nouveau, mais sur la plus petite des marges (0-1), conservant toutes ses chances pour le match retour. Celui-ci, disputé dans un Parc des sports de la route de Lorient plein à craquer, tient toutes ses promesses. Rennes part à l'assaut des buts marseillais, trouve le poteau puis se fait refuser un but. Dans la foulée, Loubet ouvre le score pour l'OM, obligeant le SRUC à marquer deux fois pour espérer une éventuelle prolongation. Et puis, André Guy place sa tête par deux fois pour remettre les deux équipes à égalité, dans une ambiance de feu (2-1). La prolongation ne donnant rien, tout se joue aux tirs au but. Côté rennais, seul André Betta manque la cible ; côté marseillais, Josip Skoblar tire au-dessus, quand Marcel Aubour parvient à stopper les tentatives de Kula et Hodoul. Le Stade rennais élimine Marseille, et gagne grâce à Aubour le droit de disputer la finale de l'épreuve.
En finale, le 20 juin 1971, le Stade rennais domine largement l'Olympique lyonnais dans le jeu, mais tarde à concrétiser son avantage par un but. Peu en réussite, André Guy manque plusieurs occasions face à ses anciens coéquipiers. Dans le même temps, l'arbitre de la rencontre refuse deux buts aux Rennais, pour des raisons que ceux-ci ne comprennent pas. Pendant l'un des arrêts de jeu occasionnés par les contestations rennaises, une partie du nombreux public breton venu soutenir les siens à Colombes lance des artichauts sur la pelouse. Aubour rentre dans la légende de la coupe en jouant aux boules avec pour nettoyer sa surface de réparation. Peu après l'heure de jeu, le SRUC fait enfin la différence : à la suite d'une perte de balle lyonnaise au milieu de terrain, André Guy est lancé dans la profondeur, mais son tir trouve le poteau. Dans la foulée, il récupère le ballon mais est fauché par Valette. Le penalty sifflé en faveur des « Rouge et Noir » est transformé pleine lucarne par Guy, qui donne sa seconde victoire en Coupe de France au Stade rennais (1-0),. Pour la seconde fois de leur carrière, Cardiet et Cédolin, seuls rescapés de 1965, soulèvent la coupe. Le lendemain, le retour à Rennes est triomphal, la ville fêtant comme il se doit ses joueurs.

## Les années noires (1971-1998)

### Changement d'identité (1971-1973)

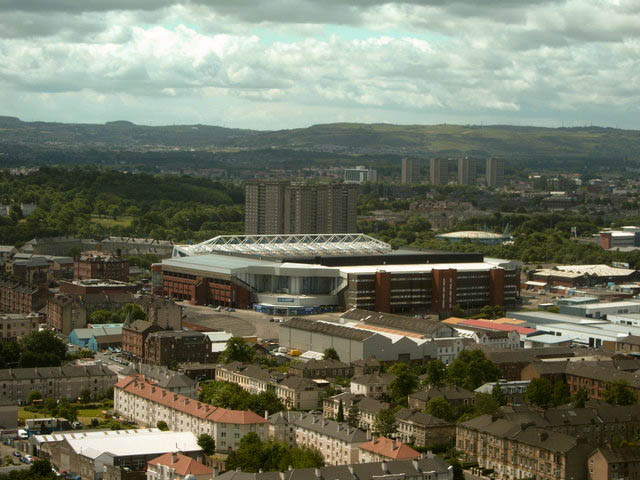
Le Stade rennais dispute à Ibrox Park, face aux Glasgow Rangers, l'un des premiers matchs européens de son histoire.

Auréolé de son nouveau triomphe, le Stade rennais enchaîne avec un succès qu'il partage lors du Challenge des champions avec l'Olympique de Marseille (2-2). Engagé pour la deuxième fois en Coupe d'Europe des vainqueurs de coupe, le SRUC ne parvient pas à faire mieux qu'en 1965, sorti dès son entrée en lice par les Glasgow Rangers, futurs vainqueurs de l'épreuve (1-1 à Rennes, puis 0-1 à Glasgow). Auteur du but à l'aller route de Lorient, le jeune Philippe Redon est le premier joueur rennais buteur en coupe d'Europe.
Le 23 mai 1972, la section football du Stade rennais université-club, la seule qui soit dotée d'une équipe professionnelle, franchit un cap dans son évolution. À l'issue d'une assemblée générale, elle quitte le giron du SRUC et prend le nom de Stade rennais football club. Les autres sections, celles d'athlétisme, de basket-ball, de hockey sur gazon et de rugby continuent sous le nom de Stade rennais omnisports. Le SRFC nouvellement formé dispose de son propre président, Joseph Dault. Ce changement s'accompagne d'un bouleversement au sein de l'organigramme du secteur sportif. Après sept années à la tête de l'équipe première, Jean Prouff passe la main à l'été 1972. Il est remplacé par René Cédolin qui met un terme à sa carrière de joueur, et il devient un éphémère directeur technique avant de partir entraîner d'autres clubs un an plus tard.
Sur le terrain, une nouvelle génération de joueurs prend progressivement la main. André Guy et Robert Rico partent l'été suivant la victoire en Coupe de France, Aubour et Chlosta un an plus tard. En septembre 1973, deux ans après, seuls demeurent dans l'effectif André Betta et Alain Cosnard parmi les titulaires de Colombes. Symbole de ce passage de témoin, les juniors du club remportent le 19 mai 1973 la Coupe Gambardella. Parmi les jeunes rennais, quelques éléments, comme le gardien Pierrick Hiard et le défenseur Jean-Luc Arribart ne tardent pas à frapper à la porte de l'équipe première, tout comme Patrick Delamontagne.

### La descente aux enfers (1973-1982)
La saison 1973-1974 marque une rupture. Habitué à jouer le milieu de tableau les saisons précédentes, le Stade rennais se retrouve cette fois à se battre pour son maintien. À ces difficultés sportives s'ajoutent des difficultés financières, qui ne sont provisoirement résorbées que grâce à un geste de la municipalité, et à une opération promotionnelle initiée par Bernard Lemoux, élu nouveau président du SRFC en octobre 1973. Quant à la situation sportive, elle s'améliore in extremis passé janvier, après l'arrivée de l'attaquant ivoirien Laurent Pokou qui démontre rapidement toute l'étendue de son talent.
La saison suivante, malgré le retour de Raymond Keruzoré après un exil peu concluant d'un an à Marseille, le Stade rennais ne peut empêcher la relégation. Alors que l'équipe pointe encore dans le ventre mou du championnat, René Cédolin est débarqué à la surprise générale, et remplacé par Antoine Cuissard, de retour dix ans après son départ. Peu productif, ce remplacement est suivi d'une chute brutale des résultats, qui aboutit, le 3 juin 1975, à un retour en Division 2, dix-sept ans après le dernier passage à ce niveau.
Cette relégation permet des retrouvailles avec des clubs voisins que le Stade rennais n'avait plus affrontés en championnat depuis le passage au professionnalisme en 1932. Le Stade brestois, le Stade lavallois et le FC Lorient ont entre temps accédé au statut professionnel dans les années 1960 ou 1970, profitant de l'ouverture de la deuxième division aux meilleurs clubs amateurs. A contrario, plus aucun club breton n'évolue en Division 1, seul le FC Nantes représentant alors le grand Ouest. Relégué au même niveau que les clubs précédemment cités, le Stade rennais abandonne de fait sa position de meilleur club breton.

Les résultats sportifs du Stade rennais se dégradent fortement à la fin des années 1970. Ce graphique, qui présente l'évolution du classement du club dans les deux divisions professionnelles, montre bien la crise qui le secoue pendant cette période.

En 1976, le Stade rennais remonte immédiatement en D1, mais l'embellie est courte. Englué dans ses difficultés financières,, le club est de nouveau relégué en D2. Le 8 janvier 1978, le septième tour de Coupe de France qu'il dispute face à l'AS Brestoise est annoncé comme le dernier match d'un Stade rennais au bord de la disparition pure et simple. Grâce à l'obstination de ses dirigeants, qui parviennent à placer le Stade rennais football club en règlement judiciaire plutôt qu'en liquidation judiciaire le 13 janvier 1978, le club se sauve temporairement de la faillite. Conséquence néanmoins, Antoine Cuissard, devenu directeur sportif, ainsi que Claude Dubaële qui lui a succédé comme entraîneur, sont victimes d'un licenciement économique. Le second est remplacé par Alain Jubert. Obligé d'alléger sa masse salariale, le Stade rennais voit ses meilleurs joueurs le quitter, comme Laurent Pokou parti à Nancy, et doit se séparer de ses meilleurs jeunes, comme Pierrick Hiard et Patrick Delamontagne. Alfred Houget puis Gérard Dimier, qui succèdent à Bernard Lemoux au poste de président, entreprennent une politique d'austérité qui stabilise les finances du club, d'autant que les supporters, réunis en une association, apportent également leur participation financière. Le statut professionnel du Stade rennais, lourdement menacé en 1978, est définitivement sauvé au début de 1979.
Sur le terrain, les résultats pâtissent de ces restrictions. En 1977-1978, le Stade rennais se bat toute la saison contre la relégation en Division 3 et termine à la douzième place de son groupe, le plus mauvais résultat du club depuis son passage chez les professionnels. Les saisons suivantes, sous la direction de Pierre Garcia qui succède à Jubert, l'équipe première relève peu à peu la tête. Avec des joueurs de base comme Philippe Berlin, Jean-Yves Kerjean, Patrick Rampillon ou encore Houssaine Anafal, l'effectif rennais se construit progressivement, sans parvenir toutefois à obtenir la remontée malgré un barrage disputé – et perdu – en 1980.

### Un club en reconstruction (1982-1987)
Soutenu par la municipalité qui accorde au club une subvention de deux millions de francs, le club repart d'un nouvel élan en 1982. Jean Vincent remplace Pierre Garcia, et l'apport de joueurs tels que Farès Bousdira ou Vicky Peretz permet au Stade rennais de réaliser une saison parfaite, conclue par une remontée en Division 1 et un titre de champion de France de Division 2. Sans le savoir, le SRFC enclenche le début d'une période où il fera « l'ascenseur » entre D1 et D2 jusqu'en 1994.
En 1983, le retour dans l'élite s'accompagne de celui du gardien Pierrick Hiard. Son renfort, ainsi que celui de l'international Yannick Stopyra, ne parvient pas à éviter au club un retour immédiat en Division 2. L'année suivante, Pierre Mosca, qui succède à Jean Vincent, fait remonter le SRFC à l'issue d'un parcours en barrage épique, conclu par une interminable séance de tirs au but gagnée face à Rouen le 5 juin 1985.
La saison 1985-1986 est l'occasion d'une brève accalmie au cœur de cette période mouvementée. En championnat, le Stade rennais parvient à se maintenir presque tranquillement, terminant à la treizième place. En Coupe de France, il renoue avec ses heures glorieuses en parvenant jusqu'en demi-finale, chose qui n'avait pas été réalisée depuis quinze ans, mais la revanche de la demi-finale 1971 voit l'Olympique de Marseille s'imposer en assurant le match nul route de Lorient (0-1 puis 1-1).
Fort de ce retour au premier plan, le Stade rennais et la municipalité entreprennent une rénovation du stade de la route de Lorient. La vieille tribune en béton située côté route est mise à bas, et remplacée par un nouvel ensemble plus vaste, protégé par de grandes toiles. Le but avoué est de doter Rennes d'un stade « digne d'une capitale régionale »,. À terme, les quatre tribunes du stade doivent ainsi être rénovées, mais la situation sportive du club vient interrompre le projet. En difficulté au classement, le SRFC change de président en janvier. Mis en minorité au conseil d'administration du club, Gérard Dimier doit quitter la présidence. Son remplaçant est Jean-Raphaël Soucaret, président de Pfizer France, principal sponsor du club. Immédiatement, Pierre Mosca est limogé et Patrick Rampillon, responsable du centre de formation, assure l'intérim jusqu'à la fin de la saison. La situation sportive continue de se dégrader, et le club redescend en D2.

### «Qu'est-ce qui est rouge et noir, qui monte et qui descend?» (1987-1998)

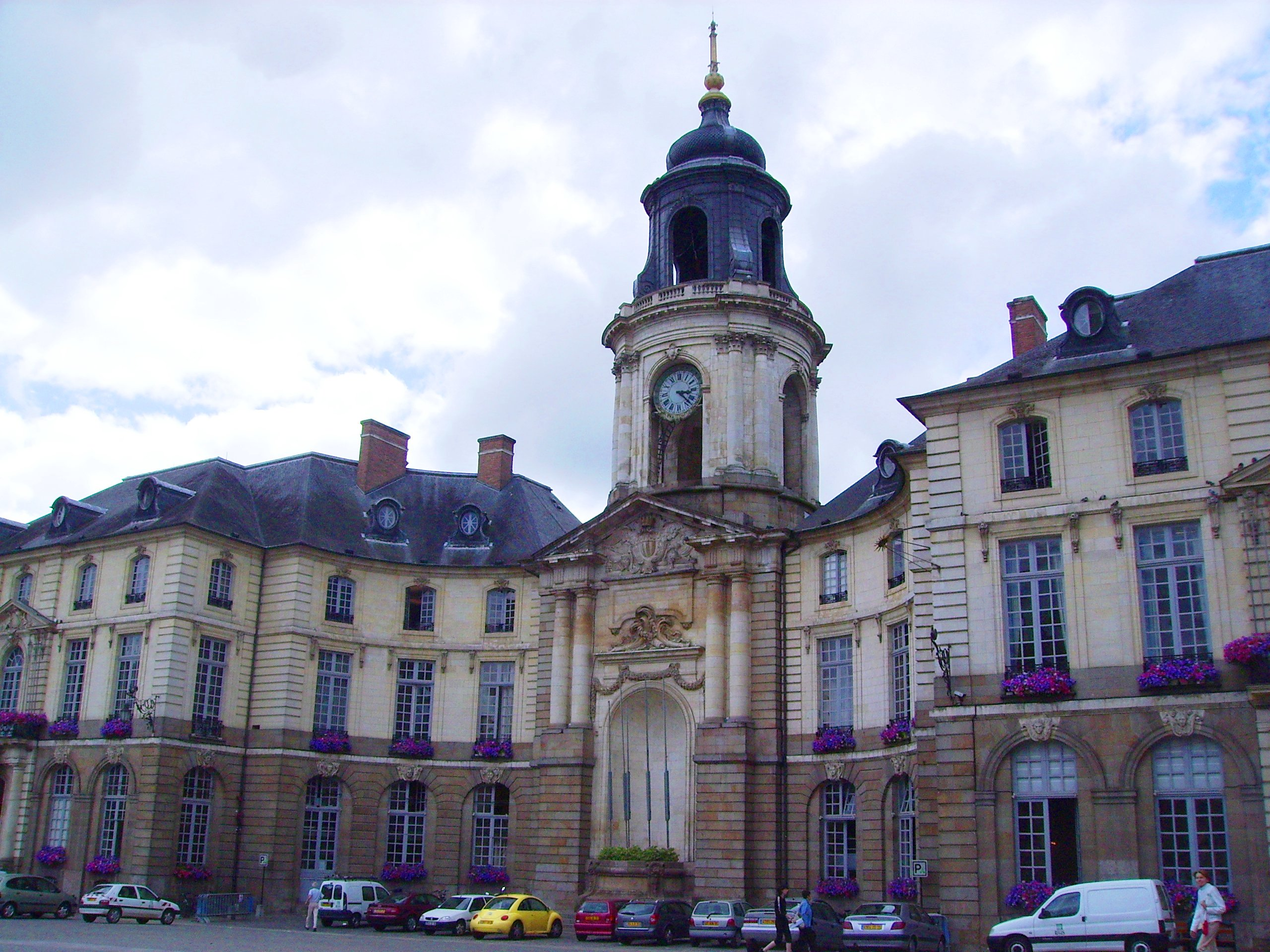
La Mairie de Rennes, ici représentée par son Hôtel de Ville, détient 47 % des parts de la société d'économie mixte qui se met en place en 1988.

Incapable de se maintenir durablement en D1, le SRFC devient la cible de quelques moqueurs, qui ironisent sur sa pratique assidue de « l'ascenseur » en demandant ce qu'est cette chose rouge et noire, qui ne cesse de monter et de descendre.
À l'été 1987, Raymond Keruzoré revient au club et est intronisé entraîneur. Dans le même temps, une révolution se prépare sur le plan administratif : le 1er janvier 1988, le Stade rennais football club devient une société d'économie mixte, dont la municipalité détient 47 % des parts. Le club franchit également un palier structurel en commençant à développer réellement son centre de formation sous la houlette de Rampillon, avec la création de l'École technique privée Odorico. Pour autant, il doit, D2 oblige, réduire sa masse salariale et son budget. Keruzoré reconstruit patiemment son effectif, avec le recrutement du buteur néerlandais Erik van den Boogaard, le retour au club de Patrick Delamontagne, et l'installation de quelques joueurs comme titulaires inamovibles, comme François Denis, Michel Sorin, Serge Le Dizet et Laurent Delamontagne, le jeune frère de Patrick. Après une saison de tâtonnement et une autre conclue par un barrage perdu, le Stade rennais obtient sa remontée in extremis le 5 juin 1990. Menant un duel à distance avec l'US Valenciennes-Anzin, les Rennais arrachent à la dernière minute leur promotion sur la pelouse du Moustoir grâce à un but de Jean-Christophe Cano.
Le retour en D1 s'avère une nouvelle fois compliqué. Malgré l'apport de l'attaquant camerounais François Omam-Biyik, le Stade rennais plonge et ne parvient pas à éviter une dernière place au classement qui doit le ramener en Division 2 et qui provoque le départ de Raymond Keruzoré. Mais retournement de situation pendant l'été 1991 : Bordeaux, Brest et Nice sont rétrogradés administrativement par la Direction nationale du contrôle de gestion, permettant au SRFC d'être repêché. Ce n'est pourtant que partie remise, puisque, désormais dirigé par Didier Notheaux, le Stade rennais est relégué à l'issue de la saison suivante, après un barrage perdu contre le RC Strasbourg (0-0 à Rennes, puis 1-4 à Strasbourg). Le retour en D2 s'accompagne d'un renouvellement de l'effectif, marqué par l'affirmation de plusieurs jeunes, comme Laurent Huard et Sylvain Wiltord formés au club, mais surtout comme Jocelyn Gourvennec, recruté un an plus tôt à Lorient. Didier Notheaux, resté en poste malgré la relégation, ne parvient pas à conserver la confiance du président René Ruello en n'obtenant pas une remontée immédiate, et est limogé en fin de saison.

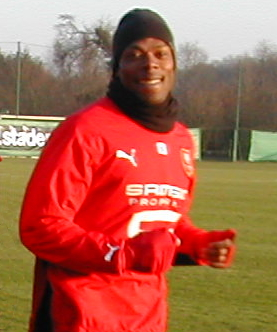
Formé au club, Sylvain Wiltord se révèle avec le Stade rennais au milieu des années 1990.

Pour remplacer Notheaux, le Stade rennais fait appel lors de l'été 1993 à Michel Le Milinaire, entraîneur du Stade lavallois entre 1968 et 1992. Dans le même temps, le club bénéficie de l'apport financier du Groupe Pinault, qui devient sponsor principal en lieu et place de Pfizer. Les résultats ne se font pas attendre, et le Stade rennais obtient son ticket pour la D1 à l'issue d'une saison parfaitement maîtrisée. Ne reste à réaliser que le plus difficile : s'y maintenir. Aidé par un recrutement judicieux, marqué par l'arrivée de l'attaquant suisse Marco Grassi, Le Milinaire réussit dans son entreprise, et fait même mieux la saison suivante en qualifiant le SRFC pour la Coupe Intertoto.
Atteint par la limite d'âge, Le Milinaire doit céder sa place à la fin de la saison 1995-1996, et est remplacé par son adjoint Yves Colleu. Devenu performant, le centre de formation du club fournit une nouvelle génération de joueurs, menés par des éléments comme Ousmane Dabo, Anthony Réveillère et Mikaël Silvestre. En difficulté pendant la saison, le club peut néanmoins compter sur l'apport du buteur Stéphane Guivarc'h, prêté par Auxerre, et qui succède à Kaiser et Grumellon en devenant le troisième rennais sacré meilleur buteur de D1. Colleu, dont la première expérience comme entraîneur principal s'avère délicate malgré le maintien obtenu, revient au poste d'adjoint alors que Guy David prend les commandes de l'équipe. Le recrutement catastrophique réalisé n'aidant en rien, le SRFC se bat contre la relégation pendant toute la saison. Lors de la dernière journée, le 9 mai 1998, les Rennais mènent une lutte à distance avec l'En Avant de Guingamp. Virtuellement relégués en seconde mi-temps, ils se sauvent en l'emportant grâce à un but marqué dans le dernier quart d'heure par Kaba Diawara, prêté au mois de janvier précédent par Bordeaux.

## L'ère Pinault (depuis 1998)

### Ambitions, modernisation et gaspillage (1998-2002)

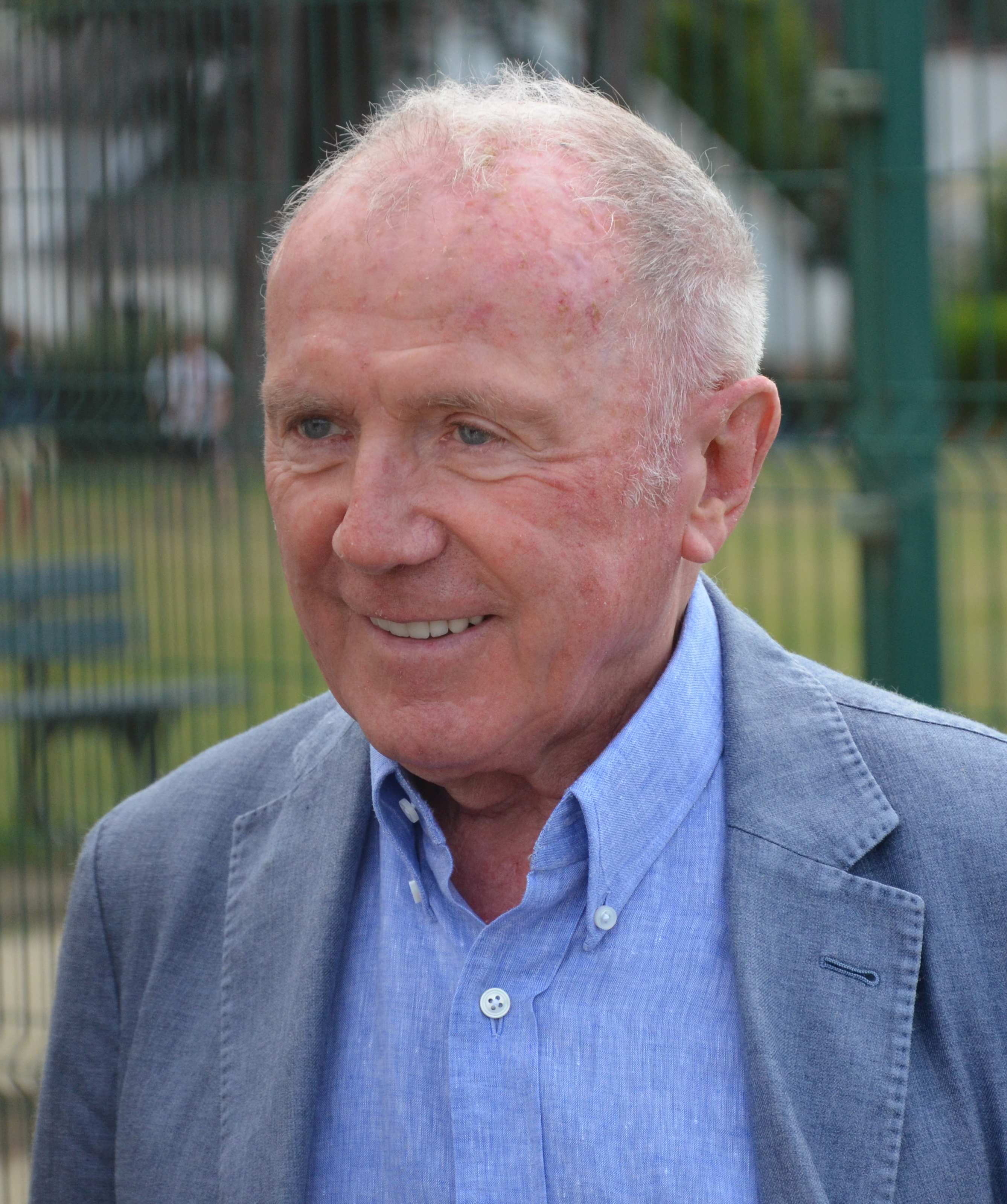
François Pinault, ici en 2015, rachète le Stade rennais en 1998.

Le maintien obtenu de justesse en mai 1998 s'avère décisif pour le devenir du Stade rennais. À la suite de ce sauvetage sportif, la municipalité décide de lancer un appel d'offres pour céder ses parts de la SEM, le club lui coûtant trop cher. La manœuvre n'est pas irréfléchie, le milliardaire François Pinault ayant été sondé sur ses intentions au début de l'année 1998, et ayant donné son accord pour le rachat du club à la suite du maintien acquis. Logiquement, et malgré une offre concurrente, la proposition du Groupe Pinault emporte les faveurs municipales. En juillet 1999, François Pinault devient actionnaire majoritaire d'un club dont le statut juridique passe alors en SAOS et qui intègre le giron de la holding Artémis. Deux ans plus tard, la municipalité se retire définitivement du capital du club, laissant 100 % du capital du club à Artémis, tandis que le statut juridique du Stade rennais FC passe de SAOS à SASP. L'arrivée de Pinault s'accompagne d'une modernisation spectaculaire des infrastructures sportives. En avril 1997, le conseil municipal vote la rénovation du stade de la route de Lorient et la création du centre d'entraînement de la Piverdière. La reconstruction du stade, commencée en janvier 1999, s'effectue tribune par tribune sur une durée de cinq ans. Quant au centre d'entraînement flambant neuf, il est inauguré en juin 2000.
Ces modifications structurelles s'accompagnent de plusieurs changements dans l'organigramme. René Ruello quitte la présidence, mais demeure membre du comité directeur du club, alors que Pierre Blayau, ancien président du directoire du Groupe Pinault et alors PDG de Moulinex, accède à la présidence du Stade rennais FC. Guy David n'ayant pas donné satisfaction, le technicien est remplacé par Paul Le Guen qui commence sa carrière d'entraîneur. Lors du début de saison, les instances dirigeantes du club sont confrontées au départ des jeunes Mikaël Silvestre et Ousmane Dabo, qui refusent de signer leur premier contrat professionnel avec le Stade rennais, préférant rejoindre l'Inter Milan. Le club obtient finalement une indemnité de formation de 28 millions de francs sur jugement de la FIFA. Malgré ces remous, et grâce à un recrutement réussi, le club réalise une excellente saison, se mêlant à la lutte pour les places européennes. Quasi inconnu à son arrivée en Bretagne, l'attaquant Shabani Nonda s'impose rapidement comme un buteur de premier plan, et emmène le SRFC à une cinquième place qui le qualifie une nouvelle fois pour la Coupe Intertoto.
En lice dans cette « pré-coupe européenne », le Stade rennais retrouve en finale la prestigieuse Juventus Turin de Zinédine Zidane. Après un match aller en Italie dont la « Juve » sort vainqueur (0-2), la perspective du match retour ne laisse que peu d'espoirs de qualification pour les joueurs rennais. Dans une ambiance festive et sur-motivés par l'évènement, Paul Le Guen et ses hommes arrachent le match nul (2-2), sortant la tête haute de cette confrontation. La suite de la saison est moins positive, le club ne sauvant sa place en Division 1 que grâce à une victoire face à Metz lors de la dernière journée. Malgré cette période plus difficile, Paul Le Guen reste en place, ce qui n'est pas le cas de Pierre Blayau, remplacé en août 2000 par René Ruello.

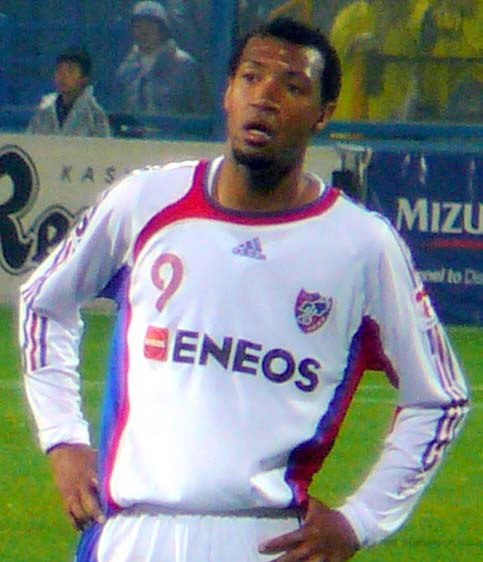
Transféré à Rennes contre 21 millions d'euros, Severino Lucas est l'exemple le plus frappant d'une politique de transferts coûteuse et inefficace entreprise lors de l'été 2000.

Les ambitions que génèrent l'arrivée de Pinault se concrétisent lors de l'été 2000 par des investissements massifs sur le marché des transferts. Au départ de Shabani Nonda pour Monaco moyennant 21 millions d'euros répondent les recrutements à prix d'or de plusieurs joueurs sud-américains pour la plupart inconnus, comme Severino Lucas, Mario Hector Turdó et le jeune Luís Fabiano. Au total, ce sont plus de 44 millions d'euros qui sont investis, sans compter les recrutements de quelques autres joueurs français. Ces efforts financiers démesurés restent vains, aucun de ces joueurs ne parvenant réellement à s'imposer. Malgré la sixième place obtenue en fin de saison, et la nouvelle qualification pour la Coupe Intertoto, la position de Le Guen est longtemps menacée durant la saison, la faute à un mauvais parcours lors de la phase aller, et à des relations conflictuelles avec les dirigeants du club. En crise, le Stade rennais paye les choix hasardeux des responsables du recrutement que sont Gérard Lefillatre (manager général depuis 1992), Jean-Michel Moutier (directeur sportif) et Hubert Guidal (directeur général). Une nouvelle saison à jouer le maintien plus tard, cette fois avec Christian Gourcuff comme entraîneur, et François Pinault décide de repartir de zéro avec de nouveaux dirigeants.

### Le pari de la jeunesse (2002-2008)
En mai 2002, le Stade rennais fait peau neuve, et le temps des dépenses démesurées prend fin. Emmanuel Cueff, bras droit de Pinault, est installé à la présidence. Un nouveau manager général est engagé en la personne de Pierre Dréossi, et Christian Gourcuff est remplacé par Philippe Bergeroo dans le costume d'entraîneur. Le recrutement « international » réalisé par le club, est pour le moins mitigé, seul le jeune gardien Petr Čech parvenant réellement à s'imposer. Le 13 octobre 2002, alors que le club est en proie à de grosses difficultés sportives, Bergeroo est limogé, et remplacé par le Bosnien Vahid Halilhodžić. Ce changement provoque un électrochoc au sein de l'effectif professionnel, et le Stade rennais parvient à sauver sa place en Ligue 1.

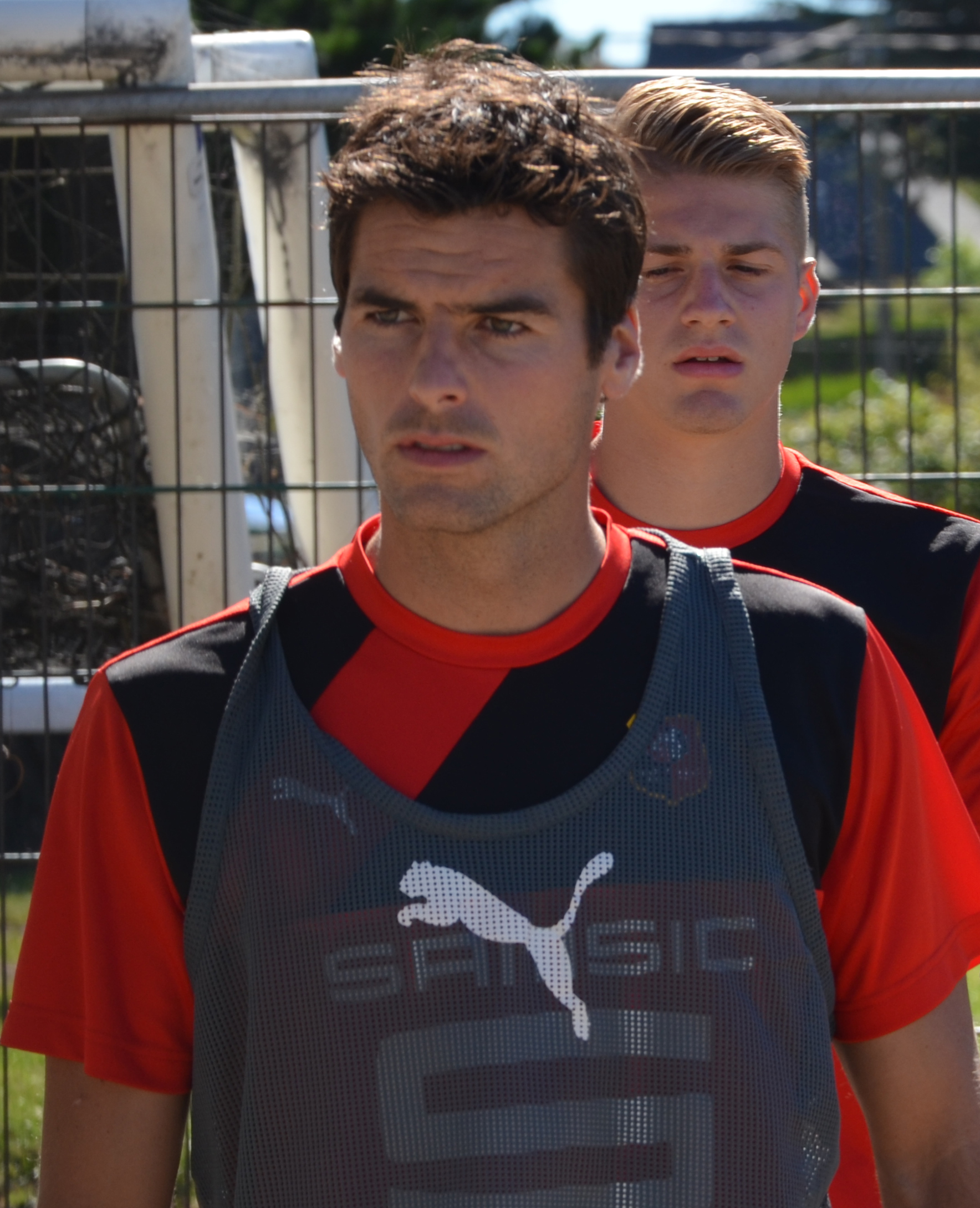
Formé au club, Yoann Gourcuff se révèle sous les couleurs du Stade rennais avant d'atteindre l'équipe de France.

Halilhodžić ne reste que quelques mois au Stade rennais, préférant continuer sa carrière en 2003 au Paris Saint-Germain. Pour le remplacer, les dirigeants du club choisissent le Roumain László Bölöni, dont la réputation de formateur correspond au profil recherché. Après avoir dépensé des millions sur le marché des transferts, le club souhaite en effet s'appuyer sur son centre de formation, et notamment sur une génération montante qui, le 31 mai 2003, a remporté la Coupe Gambardella. Peu à peu, les Jimmy Briand et autres Yoann Gourcuff intègrent le groupe professionnel. S'y ajoutent quelques recrutements judicieux, comme ceux d'Alexander Frei et de Kim Källström, et le Stade rennais dispose enfin d'un effectif capable de jouer durablement les premiers rôles en Ligue 1. Neuvième en 2004, le Stade rennais obtient une méritoire quatrième place en 2005, égalant ses résultats de 1949 et 1965, et se qualifiant pour la première fois pour une coupe européenne via le championnat. Emmené par un duo offensif Frei-Monterrubio performant, le Stade rennais parvient à y éliminer l'Osasuna Pampelune (3-1 à Rennes, 0-0 à Pampelune), mais se fait ensuite sortir en phase de poule. Irréguliers en championnat, les Rennais se font cependant remarquer via une série de huit victoires consécutives, dont une victoire (4-1) sur le terrain de l'Olympique lyonnais, qui leur permet de postuler à une qualification en Ligue des champions. Mais en toute fin de saison, l'équipe s'écroule, et le nul concédé à domicile face à Lille (2-2) lors de la dernière journée sonne comme la fin d'une époque : septième, non-qualifié pour l'Europe, le club voit partir plusieurs de ses meilleurs joueurs, dont Frei, Källström, et la révélation Gourcuff. László Bölöni choisit lui aussi de s'en aller, laissant la place d'entraîneur vacante.

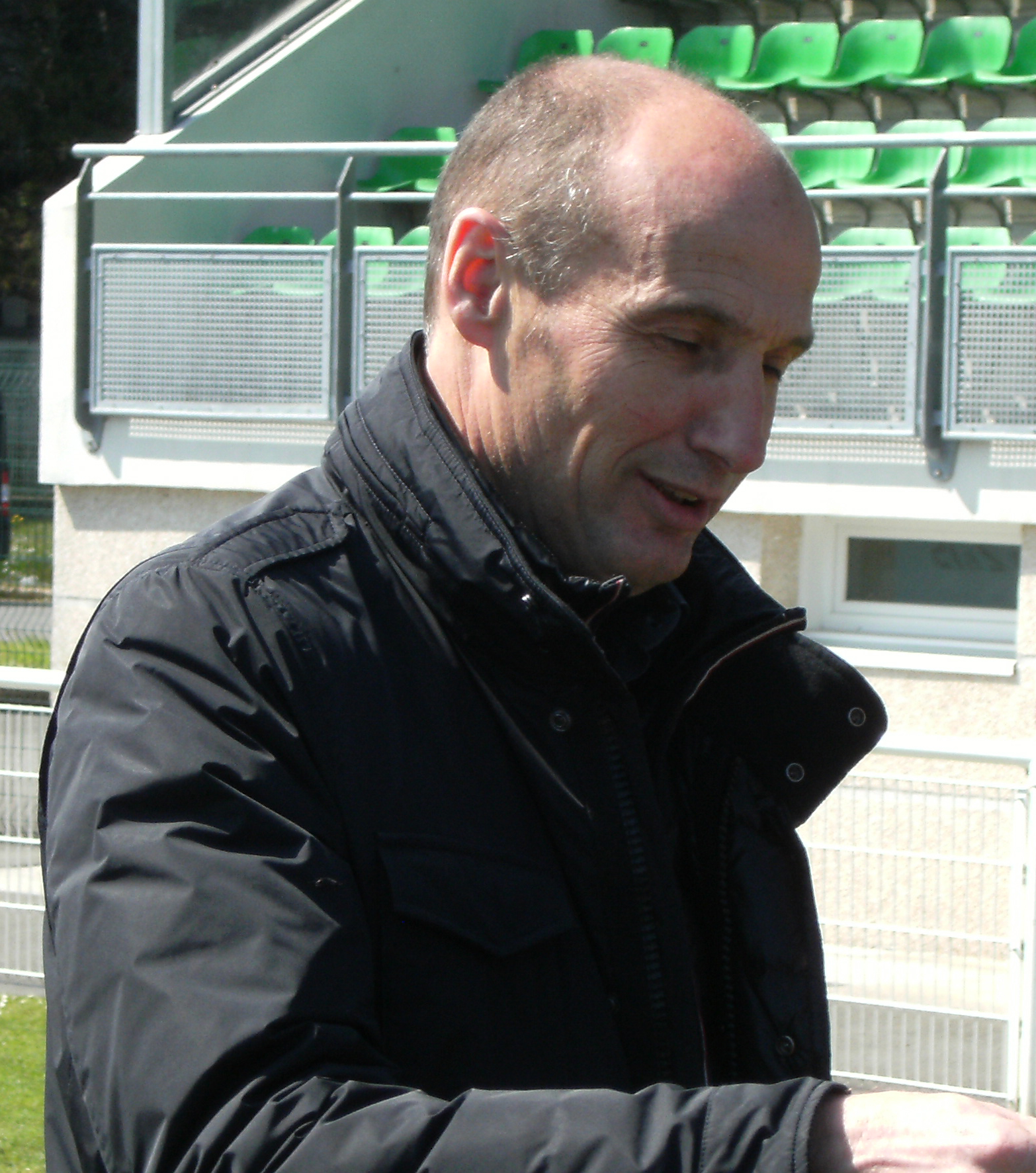
Pierre Dréossi, manager général du Stade rennais entre 2002 et 2013, et entraîneur de 2006 à fin 2007.

Le 8 juin 2006, à la surprise générale, Pierre Dréossi est nommé entraîneur, rôle qu'il cumule avec celui de manager général. Quelques mois plus tard, en décembre, Emmanuel Cueff quitte à son tour le club. Il est remplacé à la présidence par l'homme politique Frédéric de Saint-Sernin. D'abord moyenne, la saison est bonifiée par une excellente fin d'exercice. S'appuyant toujours sur la vigueur de sa formation, avec l'émergence de Sylvain Marveaux et de Stéphane Mbia notamment, le Stade rennais est à deux doigts de décrocher une troisième place synonyme de Ligue des champions. Mais dans les arrêts de jeu du dernier match de la saison, Lille parvient de nouveau à arracher un match nul (1-1) face aux Rennais, ce qui prive ces derniers d'une performance historique, et les condamne à ne jouer « que » la Coupe UEFA.
La montée en puissance du club se confirme néanmoins, et lui permet d'attirer des joueurs d'avenir ou de renom à l'été 2007, avec l'arrivée du défenseur Rod Fanni, et le retour au club de Sylvain Wiltord. Après un bon début de championnat, qui semble confirmer les ambitions européennes du Stade rennais, l'équipe plonge en automne, se fait rapidement éliminer de la Coupe UEFA, et se rapproche dangereusement de la zone de relégation. Pierre Dréossi décide le 16 décembre 2007 de laisser de côté sa casquette d'entraîneur pour se concentrer sur celle de manager général. Guy Lacombe le remplace, et parvient à redresser les résultats jusqu'à obtenir une nouvelle qualification pour la Coupe Intertoto. Dans le même temps, la formation rennaise est à nouveau récompensée avec une nouvelle victoire en Coupe Gambardella, et plusieurs titres de « meilleur centre de formation de France ».

### Des finales et enfin un titre (depuis 2008)

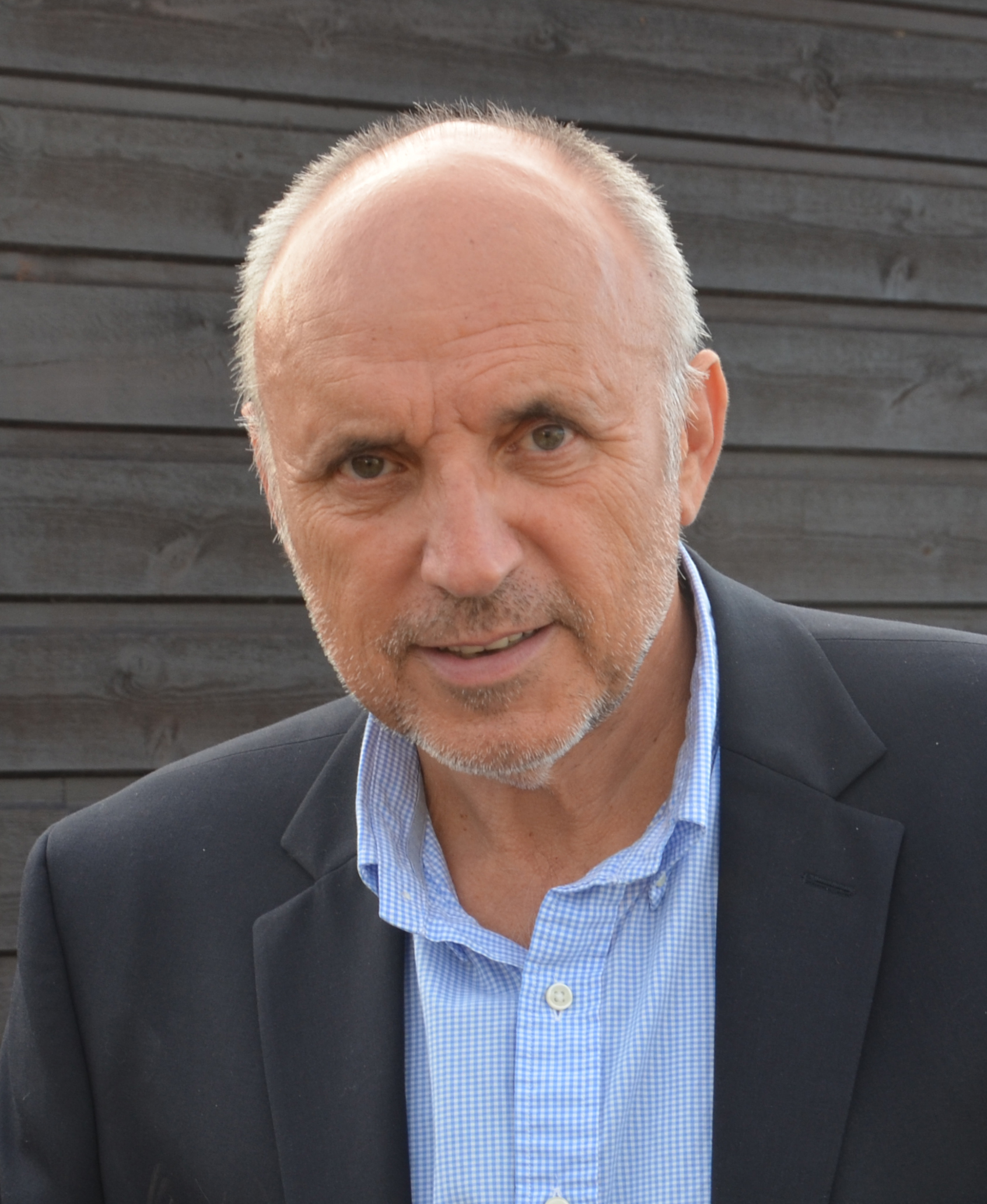
René Ruello revient pour la troisième fois à la présidence du Stade rennais en 2014.

Enfin performant et stable en Ligue 1, le Stade rennais s'installe parmi les meilleurs clubs français. Jamais descendu en dessous de la septième place entre 2004 et 2009, le club ne parvient cependant pas à étoffer son palmarès. Plusieurs fois pourtant, il atteint les demi-finales dans les deux coupes nationales. En 2002 déjà, Christian Gourcuff mène son équipe en demi-finale de la Coupe de la Ligue, mais se fait sortir par Lorient (0-1). La saison suivante, c'est en Coupe de France que le club s'illustre, mais s'incline encore en demi-finale, cette fois à Auxerre (1-2). Enfin, trois ans plus tard, l'obstacle des demi-finales est de nouveau fatal au Stade rennais de Bölöni, qui essuie un lourd revers à Marseille en Coupe de France (0-3).
En 2009, alors que Guy Lacombe et son équipe parviennent enfin à franchir cet obstacle pour atteindre la finale de la Coupe de France, tout semble réuni pour que le Stade rennais ajoute un troisième trophée à son palmarès. Le 9 mai 2009 au Stade de France, opposé à l'En Avant de Guingamp dans un match entre équipes bretonnes, Rennes se créée les meilleures occasions, puis ouvre la marque par Carlos Bocanegra à vingt minutes de la fin. Mais le Brésilien Eduardo passe par là, et d'un doublé donne victoire (1-2) et titre à Guingamp, qui évolue pourtant en Ligue 2. À la suite de cet échec, Guy Lacombe quitte le club, et est remplacé par Frédéric Antonetti.
À la tête du club, Frédéric de Saint-Sernin et l'homme de télévision Patrick Le Lay se succèdent au poste de président. Le Lay succède ainsi à l'homme politique en 2010, avant que celui ne reprenne son poste deux ans plus tard. Occupant durant quatre années le poste d'entraîneur, Frédéric Antonetti ne parvient pas non plus à offrir un succès au club, et classe son équipe entre la sixième et la treizième place de Ligue 1 chaque saison. Il continue de lancer des jeunes du centre de formation dans l'élite, à l'image de Yann M'Vila, qui intègre l'équipe de France alors qu'il joue au Stade rennais. En coupes nationales, le technicien corse réussit à mener son équipe en demi-finale de Coupe de France en 2012, mais s'incline face aux amateurs de l'US Quevilly. Un an plus tard, après une demi-finale remportée au stade de la route de Lorient contre Montpellier, les Rennais perdent en finale de la Coupe de la Ligue contre l'AS Saint-Étienne, sur un but inscrit en première mi-temps par le Brésilien Brandão.
Ce nouveau revers, la deuxième finale de coupe perdue en l'espace de quatre ans, met un terme aux présences de Frédéric Antonetti au poste d'entraîneur, et de Pierre Dréossi à celui de manager général. Le premier est remplacé par Philippe Montanier auprès de l'effectif professionnel, alors que Jean-Luc Buisine devient responsable du recrutement. Pour sa première saison à la tête de l'équipe rennaise, Montanier mène son équipe à un maintien obtenu péniblement, et à une nouvelle finale de Coupe de France. Mais, le 3 mai 2014, le Stade rennais s'incline une nouvelle fois face à l'En Avant de Guingamp (0-2), à l'issue d'une rencontre où l'équipe rennaise réalise une prestation décevante, et où deux buts de Jonathan Martins Pereira et Mustapha Yatabaré offrent un nouveau succès au club costarmoricain,. Cette troisième finale perdue provoque un nouveau changement à la présidence du club : Frédéric de Saint-Sernin est évincé, et René Ruello fait son retour au Stade rennais. Il y obtient « les pleins pouvoirs » en entrant dans le capital du club. Alors que le stade de la route de Lorient est renommé Roazhon Park en 2015, ce retour s'accompagne de larges remaniements en interne, dont est également victime Montanier en janvier 2016, à la suite d'une élimination en Coupe de France contre Bourg-en-Bresse. Pour le remplacer, le Stade rennais engage Rolland Courbis pour une période de cinq mois, avant le retour de Christian Gourcuff au poste d'entraîneur, en mai 2016. La présence de ce dernier est liée à celle de René Ruello, les deux hommes s'estimant mutuellement,. Début novembre 2017, après un bilan mitigé, le duo quitte finalement le club, Ruello étant remplacé par Olivier Létang au poste de président, et Gourcuff par Sabri Lamouchi à celui d'entraîneur. Ce dernier parvient à obtenir, à l'issue de la saison 2017-2018, la première qualification européenne du club depuis 2011, par le biais d'une cinquième place finale en championnat.
Lors de la saison 2018-2019, le Stade rennais réalise le meilleur parcours européen de son histoire. Il parvient pour la première fois à franchir la phase de poules de Ligue Europa, avant d'éliminer le Betis Séville en seizième de finale. Lors des huitièmes de finale, le Stade rennais est sorti par Arsenal FC, malgré une victoire à domicile au match aller (3-1 à Rennes, 0-3 à Londres). Le 27 avril 2019, 48 ans après sa dernière victoire, le Stade rennais remporte sa troisième Coupe de France, après une séance de tirs au but (6-5) face au champion de France, le Paris Saint-Germain, au terme d'un match nul 2-2.